# Muzeum Historyczne we Wrocławiu
Muzeum Historyczne – jeden z siedmiu oddziałów Muzeum Miejskiego Wrocławia (MMW). Wraz z Muzeum Sztuki Medalierskiej mieści się w dawnym Pałacu Królewskim (Spätgenów) we Wrocławiu przy ul. Kazimierza Wielkiego.

## Historia
Muzeum Historyczne utworzono w 1948 roku. Trzy lata później włączono je do Muzeum Śląskiego. Ponownie usamodzielniło się w 1971 r. pod nazwą Muzeum Historycznego we Wrocławiu. Jego siedzibą zostały wrocławski ratusz i Sukiennice. Zawierało ono w swoich zbiorach przedmioty powiązane z historią Wrocławia i Dolnego Śląska, w tym wyroby rzemieślnicze i pamiątki patriotyczne. W 2000 r. podjęto decyzję o przeniesieniu placówki do obecnej siedziby w Pałacu Królewskim (Spätgenów).

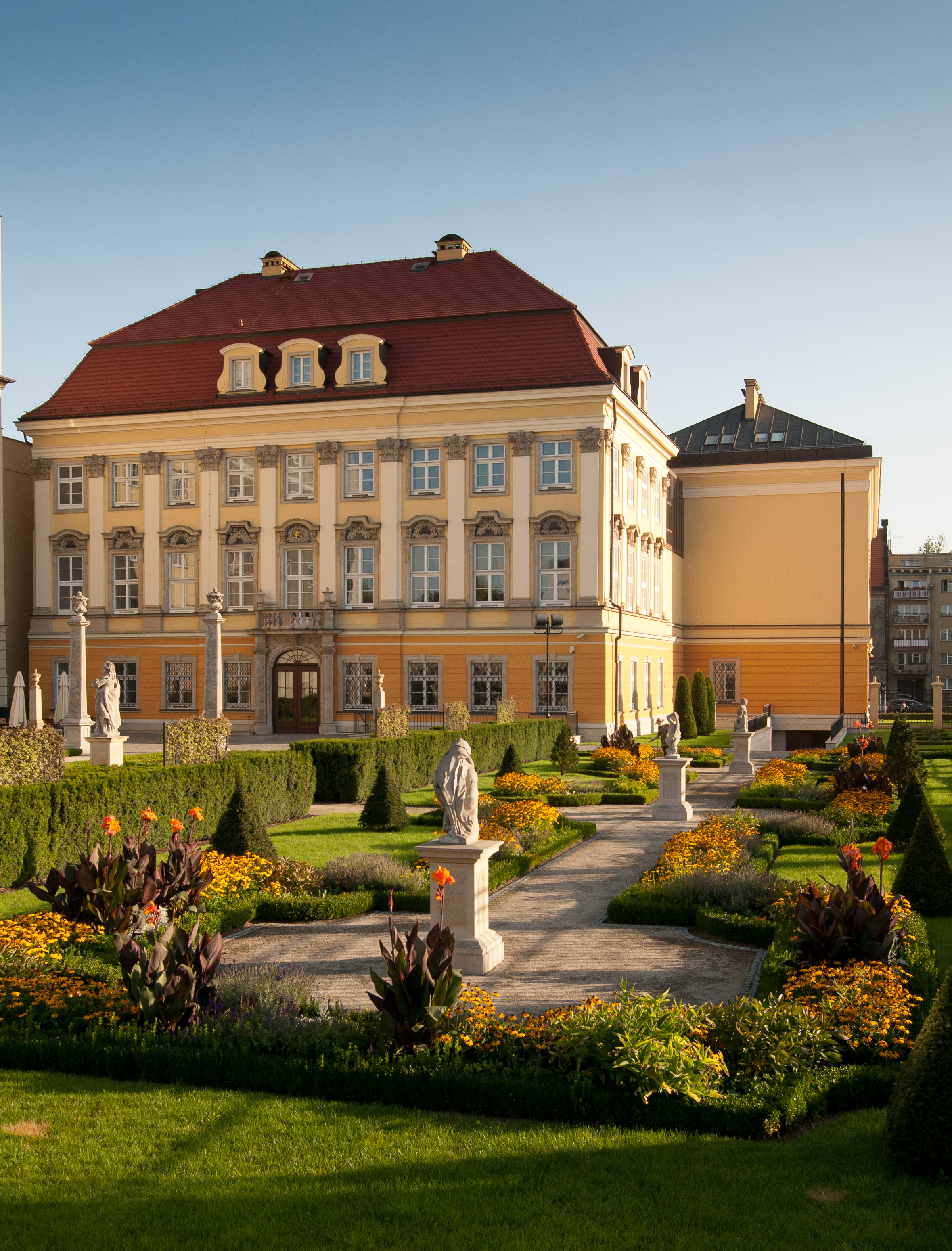
Pałac Królewski, ogród

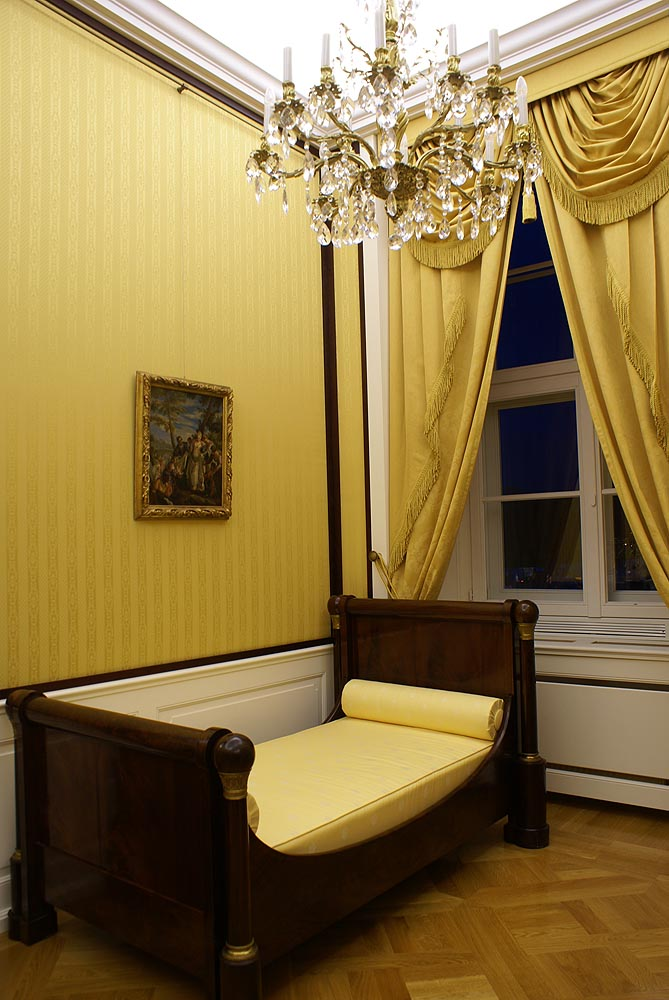
Pałac Królewski, wnętrza

## Siedziba
Zabytkowy gmach muzeum- Pałac Królewski (dawniej Spätgenów) mieści się w ścisłym centrum miasta, przy ul. Kazimierza Wielkiego 35. Budynek datuje się na 1719 r., kiedy to baron Heinrich Gottfried Spaetgen (1680-1750) nabył niewielką rezydencję z ogrodem. Autorstwo najstarszej części pałacu wybudowanej w stylu wiedeńskiego baroku przypisuje się Johannowi Bernhardowi Fischer von Erlach słynnemu austriackiemu architektowi i rzeźbiarzowi z okresu baroku. Niektórzy badacze przypisują autorstwo również innemu wiedeńskiemu architektowi- Johannowi Lucasowi von Hildebrandt. Pałac utrzymany w stylu klasycyzującego baroku reprezentuje typ entre cour et jardin (między dziedzińcem a ogrodem). Dla zwiedzających dostępny jest barokowy ogród umiejscowiony na tyłach pałacu.

## „1000 lat Wrocławia”
Muzeum prezentuje wystawę stałą „1000 lat Wrocławia”, prowadzącą zwiedzającego poprzez tysiąclecie istnienia Wrocławia- od momentu założenia biskupstwa we Wrocławiu do czasów współczesnych. Wystawa prezentuje ponad 3000 eksponatów, wśród których znajdują się ważne dla miasta dokumenty, narzędzia czy ozdoby, jakimi posługiwali się wrocławianie, a także obrazy i rzeźby. Na wystawie można podziwiać także wnętrza, które zostały wyposażone w oryginalne przedmioty z minionych epok- meble, lustra, obrazy czy rzeźby nawiązujące do dawnych wieków.
Jednym z cenniejszych zabytków muzeum jest oryginalne barokowe wnętrze tzw. Pokój Beyersdorfów, który został przeniesiony z mieszczańskiej kamienicy Adriana Bögela znajdującej się przy pl. Solnym na wystawę w Pałacu Królewskim. Pokój znany jest z największej na Śląsku kolekcji ceramicznych kafli w typie fajansów z Delftu, odznaczających się zachwycającą niebieską kolorystyką. Wnętrze dopełnia wyjątkowa kolekcja porcelany ze słynnych manufaktur.
Oprócz cennych przedmiotów opowiadających o przemianach i burzliwych momentach w historii Wrocławia, wystawa prezentuje również sylwetki postaci związanych z Wrocławiem na różnych etapach jego dziejów.
Wystawa mieści się w korpusie głównym i skrzydle wschodnim pałacu królewskiego, natomiast skrzydło zachodnie zostało przeznaczone na Galerię Wrocławskiej Sztuki XIX i XX wieku, gdzie można podziwiać wybitne malarstwo pejzażowe śląskich artystów.

## Wybrane eksponaty ze zbiorów muzeum
- „Skarb z Bremy”
- Obrazy z pracowni Lukasa Cranacha
- „Śląski Graal”
- Faksymile Psałterza Wrocławskiego
- Relikwiarze ze skarbca katedralnego
- XIX-wieczny fortepian wrocławskiej firmy Traugotta Berndta
- Obraz „Św. Jan Chrzciciel” z warsztatu Michaela Willmanna

## Wybrane wystawy czasowe
- Małgorzata Chodakowska. Przebudzenie
- Markus von Gosen. Z miłości do zwierząt i sztuki
- Wyobraźnia i rygor. Polska sztuka współczesna z kolekcji Jacka i Grażyny Łozowskich.
- Marc Chagall i artyści europejskiej awangardy
- Rodzina Breughlów. Arcydzieła Malarstwa Flamandzkiego
- Max Wislicenus. Malarz Wrocławskiej secesji

## Modernizacja budynku
Dzięki pomocy z Europejskiego Funduszu Rozwoju Regionalnego w roku 2008 zakończono siedmioletni remont i 19 kwietnia 2009 r. nastąpiło uroczyste otwarcie. Obecna siedziba muzeum, w czasie remontu przeszła modernizację pomieszczeń. Poszerzono klatki schodowe, zainstalowano windy, wymieniono stropy, okna i drzwi. Muzeum wyposażone jest też w system audiowizualny, umożliwiający odwiedzającym pogłębiony odbiór wystaw.